# Чагос
Ча́гос (англ. Chagos Archipelago) — архипелаг из семи атоллов с более чем 60 тропическими островами в Индийском океане, находящийся примерно в 500 километрах к югу от Мальдив, на середине пути из Африки в Индонезию.
На крупнейшем острове архипелага, Диего-Гарсия, находится база поддержки ВМС Министерства обороны Великобритании, переданная ранее Великобританией в аренду Военно-морским силам США. Население архипелага составляют британские и американские военные (около 3 тысяч военнослужащих).
Всё местное население было принудительно депортировано в период с 1966 по 1973 год на Маврикий и Сейшелы. Международный суд ООН своим решением от февраля 2019 года обязал Великобританию вернуть архипелаг Чагос под суверенитет Маврикия. Данное решение было поддержано Генеральной ассамблеей ООН (116 членов проголосовали «за», 56 воздержались, а 6 членов проголосовали «против», включая Великобританию и США). При этом позиция США определялась тем фактом, что на острове Диего-Гарсия расположена база ВМС США.
3 октября 2024 года между Великобританией и Маврикием достигнуто политическое соглашение о передаче архипелага Чагос под суверенитет Маврикия. 22 мая 2025 года Великобритания и Маврикий подписали соглашение о передаче суверенитета над архипелагом Чагос, включая остров Диего-Гарсия, Маврикию. Согласно договору Великобритания возьмёт остров Диего-Гарсия в аренду сроком на 99 лет с даты подписания договора, и будет выплачивать Маврикию в среднем 101 миллион фунтов стерлингов в год в течение срока аренды. Договор вступит в силу в первый день первого месяца, следующего за датой обмена ратификационными нотами, которыми Стороны уведомят друг друга о выполнении ими всех внутренних требований и ратификационных процедур.

## География

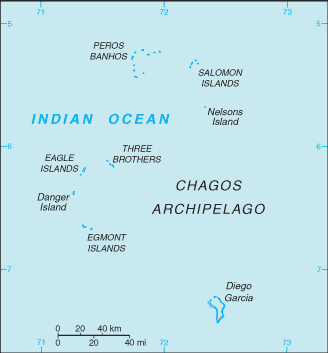
Карта архипелага Чагос

Всего территория архипелага составляет 63,2 км², из которых остров Диего-Гарсия занимает 27,2 км². Площадь же морской территории с лагунами архипелага превышает 15 тысяч км², из них 13 тысяч км² — в пределах банки Большой Чагос. С учётом таких количественных показателей это один из самых больших атолловых архипелагов в мире.
Архипелаг состоит из семи частей:
1. Диего-Гарсия (кроме главного острова ещё 3 островка)
2. Эгмонт (7 островков)
3. Перуш-Баньюш (32 островка)
4. Саломон (11 островков)
5. Банка Большой Чагос (7 островков)
6. Риф Бленхайм (3 островка)
7. Банка Спикерс (1 островок)

| 1                                                  | Безымянная              | погружённая банка                           | -     | 3      | -   | 04°25′ ю. ш. 72°36′ в. д.            |
| 2                                                  | Оуэн                    | погружённая банка                           | -     | 4      | -   | 06°48′ ю. ш. 70°14′ в. д.            |
| 3                                                  | Бенарес                 | погружённый риф                             | -     | 2      |     | 05°15′ ю. ш. 71°40′ в. д.            |
| 4                                                  | Кольвокорес             | погружённый атолл                           | -     | 10     | -   | 04°54′ ю. ш. 72°37′ в. д.            |
| 5                                                  | Виктори                 | погружённый атолл                           | -     | 21     | -   | 05°32′ ю. ш. 72°14′ в. д.            |
| 6                                                  | Ковен                   | погружённый атолл                           | -     | 12     | -   | 06°46′ ю. ш. 72°22′ в. д.            |
| 7                                                  | Питт                    | погружённый атолл                           | -     | 1317   | -   | 07°04′ ю. ш. 72°31′ в. д.            |
| 8                                                  | Гангс                   | погружённый атолл                           | -     | 30     | -   | 07°23′ ю. ш. 70°58′ в. д.            |
| 9                                                  | Уайт                    | погружённый атолл                           | -     | 3      | -   | 07°25′ ю. ш. 71°31′ в. д.            |
| 10                                                 | Центурион               | погружённый атолл                           | -     | 25     | -   | 07°39′ ю. ш. 70°50′ в. д.            |
| 11                                                 | Спикерс                 | атолл без растительности                    | 0,001 | 582    | 1)  | 04°55′ ю. ш. 72°20′ в. д.            |
| 12                                                 | Бленем (Baixo Predassa) | атолл без растительности                    | 0,02  | 37     | 4   | 05°12′ ю. ш. 72°28′ в. д.            |
| 13                                                 | Перос-Баньос            | атолл                                       | 9,60  | 503    | 32  | 05°20′ ю. ш. 71°51′ в. д.            |
| 14                                                 | Саломон                 | атолл                                       | 3,56  | 36     | 11  | 05°22′ ю. ш. 72°13′ в. д.            |
| 15a                                                | Нельсон                 | часть большого атолла — Банка Большой Чагос | 0,61  | 12 642 | 1   | 05°40′53″ ю. ш. 72°18′39″ в. д.      |
| 15b                                                | Три Брата               | часть большого атолла — Банка Большой Чагос | 0,53  | 12 642 | 3   | 06°09′ ю. ш. 71°31′ в. д.            |
| 15c                                                | Игл                     | часть большого атолла — Банка Большой Чагос | 3,43  | 12 642 | 2   | 06°12′ ю. ш. 71°19′ в. д.            |
| 15d                                                | Дейнджер                | часть большого атолла — Банка Большой Чагос | 1,06  | 12 642 | 1   | 06°23′00″ ю. ш. 71°14′20″ в. д.      |
| 16                                                 | Эгмонт                  | атолл                                       | 4,52  | 29     | 7   | 6°40′ ю. ш. 71°21′ в. д.             |
| 17                                                 | Диего-Гарсия            | атолл                                       | 32,80 | 174    | 42) | 07°19′ ю. ш. 72°25′ в. д.            |
|                                                    | Архипелаг Чагос         | Архипелаг                                   | 56,13 | 15 427 | 64  | 04°54' to 07°39’S 70°14' to 72°37' E |
| 1) ряд сухих песчаных отмелей                      |                         |                                             |       |        |     |                                      |
| 2) главный остров и три островка на северном конце |                         |                                             |       |        |     |                                      |

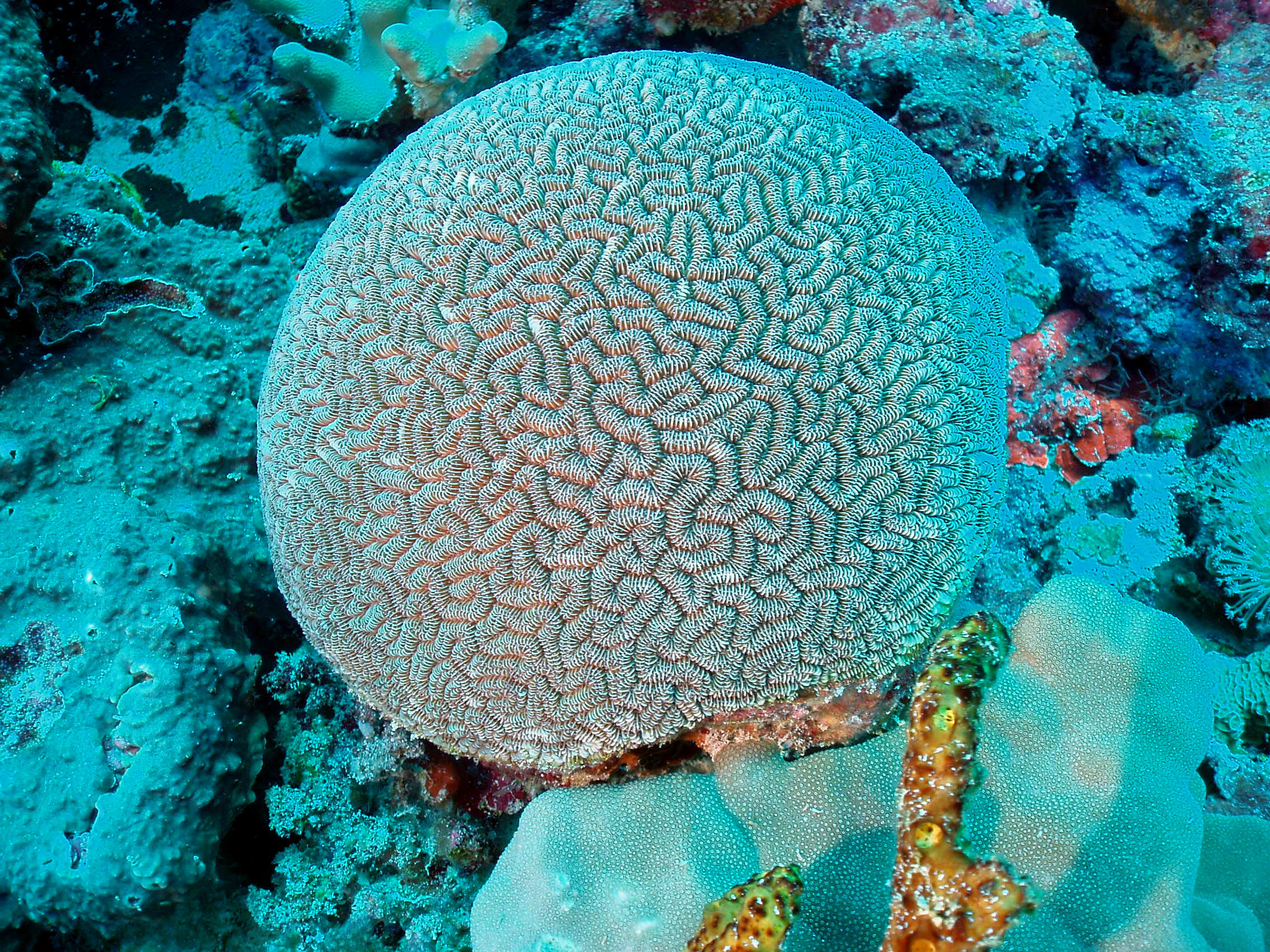
Коралл Ctenella chagius, эндемик рифов Чагоса

Если самый большой остров архипелага Диего-Гарсия имеет площадь 27,2 км², то второй по величине остров архипелага (Игл в Большом Чагосе) меньше в 11 раз (2,45 км²). Остальные островки по площади не превышают 1,5 км².

### Климат
Климат островов тропический морской, жаркий и влажный. Архипелаг хорошо продувается ветрами. Среднегодовое количество осадков — около 2600 мм (от 105 мм в августе до 350 мм в январе). Среднемесячная температура колеблется от +26,2 °C до +28,3 °C.

## История
Первое зарегистрированное открытие произошло в начале XVI века, когда известный мореплаватель Васко да Гама описал несколько островков архипелага. В XVIII веке Франция объявила острова частью колонии Маврикий. Первыми жителями островов стали французы, основавшие своё поселение в 1785 году. 27 апреля 1786 года Великобритания объявила архипелаг своим владением как часть Сейшельских островов. В 1814 году Чагос был передан Францией Великобритании и включён в состав колонии Маврикия.
17 мая 1810 года острова вошли в состав британской колонии Сейшельские острова. 30 мая 1814 года в Парижском договоре была закреплена принадлежность островов Великобритании
В XIX веке французы, а затем британцы стали основывать на острове кокосовые плантации, для работы на которых завозили рабов из Африки.
До 1960-х годов на островах проживало около 2000 чагосцев — потомков рабов, завезённых в XIX веке. В 1966—1973 годах британские власти переселили их с островов на Маврикий и Сейшелы с выплатой компенсации. Многие затем уехали в Великобританию. Остров Диего-Гарсия стал, по сути, британо-американской военной базой.
12 марта 1968 года Маврикий получил независимость. Однако ранее, в ноябре 1965 года, Великобритания, в нарушение Декларации ООН № 1514 «О предоставлении независимости колониальным странам и народам», гарантирующей территориальную целостность колоний и их право на независимость, приняла закон «О Британской территории в Индийском океане», по которому Чагос отторгался от Маврикия и оставался под британским контролем.
Другая проблема — выселенные с островов люди и их потомки. Несмотря на то, что суд несколько раз отклонил их претензии на возвращение на острова, дело далеко от завершения. Однако британские власти делают некоторые послабления. Если бывшим жителям острова после выселения въезд был запрещён, то в начале XXI века около сотни чагосцев посетили архипелаг.
Военно-воздушная база на Диего-Гарсия использовалась американской авиацией при налетах на Афганистан и Ирак. ЦРУ использовало базу для содержания и допросов подозреваемых в терроризме. В 2016 году американская аренда была продлена до 2036 года.
16 ноября 2016 года МИД Великобритании подтвердил действие запрета на возвращение коренных жителей на архипелаг. Премьер-министр Маврикия, в свою очередь, озвучил планы по обращению в Международный суд ООН в связи с эти решением британского правительства. Британский министр иностранных дел Борис Джонсон обратился к Индии и США за поддержкой для решения этого вопроса.
В июне 2017 года Генеральная Ассамблея ООН большинством голосов (США были против) поддержала резолюцию, предложенную Маврикием о необходимости обращения в Международный суд ООН по вопросу о правовом статусе Чагоса.
25 февраля 2019 года Международный Суд вынес консультативное заключение относительно Правовых последствий отделения архипелага Чагос от Маврикия в 1965 году. При этом Международный Суд тринадцатью голосами против одного заключил, что:
1) с учетом норм международного права процесс деколонизации Маврикия не был законно завершен, когда после отделения архипелага Чагос эта страна обрела независимость в 1968 году;
2) Соединенное Королевство обязано прекратить управлять архипелагом Чагос как можно скорее;
3) все государства-члены обязаны сотрудничать с ООН в целях завершения деколонизации Маврикия.
22 мая Генеральная Ассамблея ООН большинством в 116 голосов при 6 голосах против и 56 воздержавшихся приняла резолюцию в поддержку указанного решения Международного суда ООН. Великобритания не признавала претензии Маврикия, не собираясь отказываться от архипелага Чагос, и игнорировала призывы ООН к возвращению островов. После принятия резолюции Генеральной Ассамблеи ООН министерство иностранных дел королевства заявило, что выполнит ранее данные обязательства передать острова Маврикию, только после того, как они перестанут требоваться в целях обороны.